# Sakura (jeu)
Pour les articles homonymes, voir Sakura (homonymie).
Le Sakura, aussi appelé Koi-Koi hawaïen est un jeu populaire à Hawaï, basé sur les cartes japonaises Hanafuda (jeu des fleurs). Lors de son introduction, les locaux jouaient selon les règles Koi-Koi mais les règles ont évolué pour créer une nouvelle variante, le Sakura.
Le jeu se joue de deux à sept personnes à partir de huit ans. Il consiste à capturer des cartes en créant une paire avec une carte de sa main et une carte de la rivière. Le but du jeu est de capturer les cartes qui valent le maximum de points et de former des combinaisons appelées Yaku (役) pour en faire perdre à l'adversaire.

## Présentation des cartes
Le paquet de cartes Hanafuda se compose de 48 cartes, chacune affiliée à une fleur (ou mois). Il y a donc 4 cartes pour chaque mois de l'année. Pour le Koi-Koi hawaïen, les cartes sont regroupées en quatre catégories :
- Les 23 cartes plaines qui valent 0 point
- Les 10 cartes animaux/objets qui valent 5 points
- Les 11 cartes rubans qui valent 10 points (avec le Paulownia Jaune)
- Les 4 cartes lumières qui valent 20 points

Les cartes sont réparties de la façon suivante :
| Mois      | Fleur                                  | Cartes | Images |
| Janvier   | Matsu (松) Pin                         | 2 plaines (0 point), 1 ruban à poésie (10 points) et 1 lumière : grue japonaise (20 points)                                                               |        |
| Février   | Ume (梅) Abricotier du Japon           | 2 plaines (0 point), 1 ruban à poésie (10 points) et 1 animal : le rossignol (5 points)                                                                   |        |
| Mars      | Sakura (桜) Fleur de cerisier du Japon | 2 plaines (0 point), 1 ruban à poésie (10 points) et 1 lumière : le rideau (20 points)                                                                    |        |
| Avril     | Fuji (藤) Glycine                      | 2 plaines (0 point), 1 ruban rouge (10 points) et 1 animal : coucou (5 points)                                                                            |        |
| Mai       | Shobu (菖蒲) Iris                      | 2 plaines (0 point), 1 ruban rouge (10 points) et 1 objet : le pont (5 points)                                                                            |        |
| Juin      | Botan (牡丹) Pivoine                   | 2 plaines (0 point), 1 ruban violet (10 points) et 1 animal : papillon (5 points)                                                                         |        |
| Juillet   | Hagi (萩) Lespedeza                    | 2 plaines (0 point), 1 ruban rouge (10 points) et 1 animal : sanglier (5 points)                                                                          |        |
| Août      | Susuki (薄) Miscanthus sinensis        | 2 plaines (0 point), 1 animal : oie en vol (5 points) et 1 lumière : pleine lune (20 points)                                                              |        |
| Septembre | Kiku (菊) Chrysanthème                 | 2 plaines (0 point), 1 ruban violet (10 points) et 1 objet : coupe de saké (5 points)                                                                     |        |
| Octobre   | Momiji (紅葉) Érable                   | 2 plaines (0 point), 1 ruban violet (10 points) et 1 animal : cerf (5 points)                                                                             |        |
| Novembre  | Yanagi (柳) Saule                      | 1 plaine représentant la foudre (Gaji) (0 point), 1 ruban rouge (10 points), 1 animal : hirondelle (5 points) et 1 objet : homme au parapluie. (5 points) |        |
| Décembre  | Kiri (桐) Paulownia                    | 2 plaines (0 point), Paulownia jaunes (10 points) et 1 lumière : phénix chinois (20 points)                                                               |        |

## Préparation
Le jeu peut se jouer de 2 à 7 personnes, éventuellement en équipes s'ils sont en nombre pair. On joue en 12 manches, ce qui correspond aux 12 mois de l'année. Mais les joueurs peuvent décider d'un autre nombre de manches (6 par exemple).
Pour déterminer le premier joueur, chacun pioche une carte au hasard. Celui avec la carte la plus proche du début de l'année commence la première manche. Si deux joueurs ont une carte du même mois, alors la carte ayant la plus forte valeur commence.
Après les avoir mélangées, le premier joueur distribue les cartes selon la répartition suivante, face cachée pour les joueurs, face visible pour la rivière :
| Nombre de joueurs | Cartes par joueurs | Carte de la Rivière |
| ----------------- | ------------------ | ------------------- |
| 2                 | 8                  | 8                   |
| 3                 | 7                  | 6                   |
| 4                 | 5                  | 8                   |
| 5                 | 4                  | 8                   |
| 6                 | 3                  | 12                  |
| 7                 | 3                  | 6                   |

Avant de commencer à jouer, chaque joueur doit vérifier s'il possède l'un des deux Yaku suivants dans son jeu :
| Score | Nom des Yaku        | Cartes composant les Yaku                                 |
| ----- | ------------------- | --------------------------------------------------------- |
| 6     | Teshi (手四)        | Recevoir 4 cartes du même mois.                           |
| 6     | Kuttsuki (くっつき) | Recevoir 4 paires de cartes avec des mois correspondants. |

Si l'un des joueurs possède un Teshi (手四) ou un Kuttsuki (くっつき) dans sa main de départ, il gagne alors automatiquement la manche avec 6 points (pour lui ou son équipe). Si l'une de ces deux combinaisons se retrouve dans la rivière, alors il y a égalité. Aucun joueur ne marque de point et on passe à la manche suivante.
Lors de la manche suivante, l'Oya (premier joueur) change et on redistribue les cartes.

## Déroulement d'un tour
Lors de chaque tour, chacun, à commencer par le premier joueur, doit effectuer les deux actions suivantes : jouer une carte de sa main et piocher une carte.

### Jouer une carte de sa main
Le joueur sélectionne une carte de sa main pour créer une paire avec une carte de la rivière. Une paire est constituée par 2 cartes du même mois (avec la même fleur). Dans ce cas, les deux cartes qui constituent la paire sont capturées par le joueur qui peut les mettre à côté de lui. Le joueur gagne les points de la carte et pourra également créer des Yaku avec. Si deux cartes du même mois sont présentes dans la rivière, le joueur choisit librement celle qu'il veut prendre.
Exception : Si dans la rivière, il y a 3 cartes du même mois et qu'un joueur pose la 4e carte, il a alors le droit de prendre les 4 cartes. Si un joueur tente de capturer les 3 cartes avec le Gaji (joker), alors le joueur possédant la 4e carte doit se manifester pour interdire la capture. 
Si le joueur ne peut pas ou ne veut pas créer de paire, il doit se défausser d'une de ses cartes, face visible, dans la rivière. Mais si la carte défaussée permet de créer une paire, il est obligé de la capturer.

### Piocher une carte
Après avoir joué une carte de sa main, le joueur pioche une carte. Selon les mêmes règles que précédemment, s'il peut créer une paire avec cette carte, il capture la paire. Sinon, il la pose dans la rivière.

### Gaji(joker)
Le Gaji (carte du mois de novembre représentant la tempête) peut être utilisé comme joker. Pour cela, il faut d'une part l'avoir dans sa main, et d'autre part, qu'il n'y ait aucune carte de novembre capturée par le joueur, ses coéquipiers ou ses adversaires. Le Gaji peut être utilisé pour capturer une carte de n'importe quel mois. Dans ce cas, il faut conserver le Gaji jumelé avec la carte capturée, car toutes les cartes (du même mois que celle qui a été capturée) restantes dans la rivière à la fin du jeu seront remises au joueur détenteur de cette carte. Si une carte de novembre a déjà été jouée, le Gaji peut être utilisé pour capturer une autre carte de novembre.

## Liste desYaku
En fin de partie, toutes les cartes capturées par l'équipe sont rassemblées pour vérifier si des Yaku ont été formés. Chaque Yaku fait perdre 50 points à l'adversaire. La liste exhaustive des Yaku est la suivante :
| Nom du Yaku | Carte qui la compose | Points |
| ----------- | --- | ------ |
| と (To)     | Le coucou, le pont, le sanglier                                                                                          | - 50   |
| ち (Chi)    | Le sanglier, les oies, le cerf                                                                                           | - 50   |
| ほ (Ho)     | Le cerf, le papillon, le bol de saké                                                                                     | - 50   |
| い (I)      | Le bol de saké, la lune, le rideau                                                                                       | - 50   |
| ろ (Ro)     | Le rideau, la grue, le rossignol                                                                                         | - 50   |
| に (Ni)     | Les 3 rubans violets | - 50   |
| は (Ha)     | Les 3 rubans rouges de poésie                                                                                            | - 50   |
| へ (He)     | Les 3 rubans rouges normaux qui ont des confettis soit les rubans d'avril, mai et juillet On exclut le ruban de novembre | - 50   |

## Fin de manche et fin de partie
La manche se termine lorsque les joueurs n'ont plus de cartes en main. Les joueurs (ou l'équipe) marquent les points des cartes capturées puis soustraient 50 points du total pour chaque Yaku formé par les adversaires ou l'équipe adverse.

### Autres sources
(fr) Règles édité par Robin Red Games